# 1792 Reni
1792 Reni este un asteroid din centura principală, descoperit pe 24 ianuarie 1968, de Liudmila Cernîh.